# God of Thunder
God of Thunder – trzeci minialbum amerykańskiego zespołu metalowego White Zombie, wydany w październiku 1989 roku.

## Lista utworów
1. "God of Thunder" (cover KISS) – 3:52
2. "Love Razor" – 5:19
3. "Disaster Blaster 2" – 4:56

## Twórcy
- Ivan de Prume – Perkusja
- Sean Yseult – Bass, Okładka
- Jay Yuenger / J. – Gitara
- Rob Zombie – Wokal, Teksty, Okładka